# A Girl like Me (álbum de Rihanna)
A Girl like Me é o segundo álbum de estúdio da cantora barbadense Rihanna, lançado a 10 de abril de 2006 em vários países, como Austrália, Brasil, Estados Unidos, França e Portugal, através da editora discográfica Def Jam Recordings. As gravações iniciaram-se em menos de um ano desde do lançamento do seu projecto de estreia, Music of the Sun, e assinatura do contrato com a organização musical. A sua produção esteve a cargo de Al Hemberger, Carl Sturken, Evan Rogers, Don Corleon, J. R. Rotem, Mike City, Poke & Tone, Stargate, The Conglomerate, Vada Nobles, creditando ainda The Carter Administration como produtora executiva, e a dupla Sturken e Rogers na co-produção. O disco inclui participações vocais de Dwane Husbands, Sean Paul e J-Status, com a colaboração especial de Cory Gunz na faixa bónus.
Após a sua viagem para Nova Iorque, acompanhada pela sua mãe, a cantora teve a oportunidade de gravar um conjunto de faixas demo para serem enviadas para algumas editoras. Algumas dessas gravações foram utilizadas em A Girl like Me enquanto a cantora ainda terminava a promoção de Music of the Sun. Musicalmente, é inspirado pelas raízes caribenhas da intérprete, com uma sonoridade dance-pop, pop e R&B, incorporando ainda outros géneros como soca e dancehall. A barbadiana explicou, que musicalmente, o disco era uma mistura entre o rock com reggae, alguns dos géneros de que nunca tinha ouvido até se mudar para os Estados Unidos e iniciar a sua carreira artística. A jovem revelou ainda que um dos músicos com quem mais quis trabalhar foi Ne-Yo, pois conheceu-o ainda antes de começar as sessões de produção do primeiro álbum mas na altura não conseguiram colaborar de imediato.
A recepção crítica do disco foi positiva, pois alguns analistas afirmaram que Rihanna evita graciosamente a decepção habitual de um segundo trabalho, enquanto que outros compararam-no ao seu antecessor. Na primeira semana nos Estados Unidos, estreou na quinta posição da tabela musical Billboard 200, compilada pela revista Billboard. No Canadá conseguiu alcançar o primeiro lugar, e esteve entre os vinte registros mais vendidos da Austrália, Europa, Irlanda, Nova Zelândia, Portugal, Reino Unido e da Suíça. Devido ao seu desempenho comercial, A Girl like Me acabou por ser certificado com dupla platina pela Music Canada e Irish Recorded Music Association (IRMA), platina pela Australian Recording Industry Association (ARIA), British Phonographic Industry (BPI) e Recording Industry Association of America (RIAA). Recebeu ainda galardão de ouro pela francesa Syndicat National de l'Édition Phonographique (SNEP), sendo que o álbum vendeu mais de três milhões de cópias a nível mundial.
Para promover o álbum de originais, foi lançado o single de avanço "SOS", que alcançou a liderança da Billboard Hot 100 dos Estados Unidos e na ARIA Singles Chart da Austrália. Seguiu-se "Unfaithful, que conseguiu um desempenho comercial positivo ao alcançar a primeira posição da Canadian Hot 100 do Canadá, Billboard Dance/Club Play Songs e Schweizer Hitparade da Suíça. Devido à sua repercussão conseguiu ainda ser certificada com platina pela RIAA e Federação Internacional da Indústria Fonográfica da Dinamarca. "We Ride" e "Break It Off" foram as últimas músicas a servirem como foco de promoção para o disco, sendo que ambas obtiveram uma receção moderada nas tabelas musicais mundiais.

## Antecedentes
Antes de assinar um contracto discográfico com a Def Jam Recordings, Rihanna foi descoberta no seu país natal em Barbados pelo produtor Evan Rogers. Os dois conheceram-se em Dezembro de 2003 através de amigos em comum da jovem e da esposa de Rogers, enquanto o casal estava a passar férias na ilha. Depois do primeiro encontro, a cantora acompanhou o produtor até ao seu quarto de hotel e afirmou que sempre quis cantar e atuar. Evan ficou impressionado com a habilidade vocal de Rihanna, e tratou de todos os detalhes para que a cantora fosse direta para Nova Iorque, onde acompanhada pela sua mãe, teve a oportunidade de gravar algumas faixas demo para serem enviadas para algumas editoras. A primeira resposta veio da parte do rapper Jay-Z que ouviu uma das provas gravadas pela barbadense, e junto com L.A. Reid, fizeram-lhe uma audição no seu escritório. O resultado da auditoria foi a assinatura de um contrato de seis discos com a Def Jam Recordings em Fevereiro de 2005. O seu disco de estreia, Music of the Sun, foi lançado a 12 de Agosto de 2005 nos Estados Unidos. Musicalmente, foi inspirado pelas suas raízes caribenhas, através de géneros como soca, dancehall e reggae, mas incorporando também o dance-pop e R&B, incluindo participações vocais de J-Status, Vybz Kartel, Kardinal Offishall e Elephant Man. Estreou na décima posição da Billboard 200 a 17 de Setembro de 2005, e alcançou os quarenta melhores lugares nas tabelas musicais de países como Alemanha, Nova Zelândia, Reino Unido e Suíça.
Enquanto discutia a conceção do seu segundo trabalho de originais com L.A. Reid, na altura diretor executivo da The Island Def Jam Music Group, Rihanna falou sobre a sua experiência com os vários estilos musicais e que gostava de incorporar algum rock nele. Em Fevereiro de 2006, a cantora anunciou que iria lançá-lo em Abril do mesmo ano e revelou o seu título, A Girl Like Me. Quando perguntada sobre o álbum, numa entrevista com o MTV News, a intérprete declarou: "Vocalmente amadureci muito, e liricamente estou a dizer coisas que nunca iria conseguir cantar [antes]". Neste momento, estou a cantar sobre as experiências pelas quais já passei e coisas que outras meninas de dezoito (18) anos de idade irão passar, por isso é tudo sobre a progressão". Em relação ao título do projeto, explicou que o título "é um disco muito pessoal, é o meu bebé. É tudo sobre o que é ser uma rapariga como eu, falando em termos de experiências pessoais, bem como as coisas pelas quais raparigas como eu passámos".

## Gravação

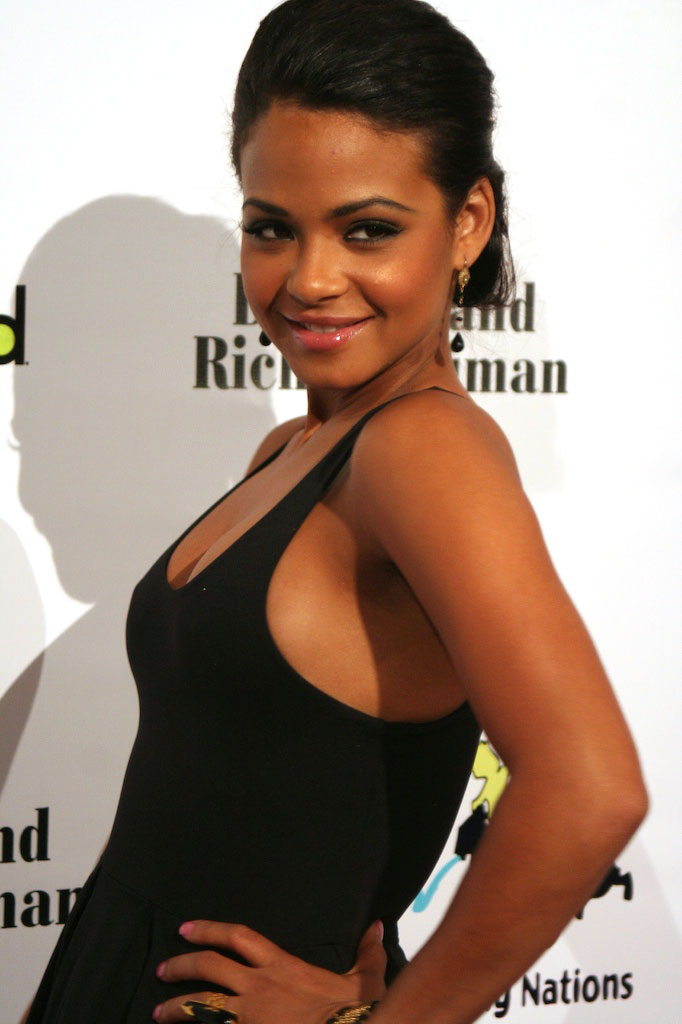
"SOS" foi originalmente entregue à cantora Christina Milian (foto), para o seu terceiro disco, So Amazin', mas esta recusou posteriormente.

A Girl Like Me foi gravado em várias sessões que decorreram nos estúdios 2 Hard Studios em Kingston, Avatar Studios and Battery Studios em Nova Iorque, Barmitzvah Hall Studios em Los Angeles, Blue Wave Studios em Saint Philip, Conway Recording Studios e Record Plant Recording Studios em Hollywood, Digital Insight Recording Studios em Las Vegas, Hinge Studios em Chicago, The Loft em Bronxville, e Unsung Studio em Sherman Oaks. Para o seu processo de composição e produção, Rihanna colaborou novamente com os profissionais Carl Sturken e Evan Rogers, que trabalharam em grande parte das faixas do disco antecessor, J. R. Rotem e o duo norueguês Stargate. Enquanto gravava o seu projeto de estreia, a cantora recebeu a visita do cantor norte-americano Ne-Yo, e mesmo que tenha sido o seu primeiro encontro, não conseguiram colaborar para Music of the Sun. Quando começaram os arranjos técnicos do seu segundo álbum, a artista teve a ideia de trabalhar em conjunto com Ne-Yo e ainda de convidar o músico jamaicano Sean Paul. Em relação à parceria com o primeiro, a jovem revelou o seguinte:
| “ | Ele é uma das pessoas mais doces, mais doces que eu já conheci, ou até mesmo com quem trabalhei. É um compositor incrível. Lembro-me que depois de ouvir 'Let Me Love You' (escrita para Mario), eu perguntei, 'Quem escreveu esta música?', e todos me responderam, 'Ne-Yo, Ne-Yo, este rapaz, o Ne-Yo'. Num dia, estava a trabalhar em estúdio com Poke & Tone em 'It's Lovin' That You Want', e Ne-Yo apareceu. Finalmente que nos conhecemos, e ele disse-me, 'Yeah, temos de fazer qualquer coisa juntos', mas nunca houve tempo para isso no meu primeiro álbum. Assim, para o segundo, eu pensei, 'Sabem que mais? Tenho que trabalhar com este rapaz, o Ne-Yo. E foi tudo mais fácil porque ele é da mesma editora [discográfica] que eu. Posteriormente, fomos para o estúdio e começámos a trabalhar. | ” |

Enquanto gravava A Girl like Me, Rihanna também promoveu o seu primeiro disco de originais. "Estávamos tão ocupados em promover o primeiro álbum enquanto tentávamos concluir este, trabalhando um número de horas louco. É por isso que este álbum é tão parecido comigo, porque coloquei realmente todo o meu coração e alma nele", afirmou. A primeira faixa do trabalho, "SOS", foi escrita por Evan Bogart e era originalmente para ser entregue a Christina Milian para o seu terceiro projeto de estúdio, So Amazin', mas posteriormente a cantora declinou-a. Por consequente, L.A. Reid decidiu atribuir o registo à artista de Barbados para o gravar, sendo que o seu processo demorou três dias e foi o primeiro a ficar concluído de todo o alinhamento. "Kisses Don't Lie", escrita e produzida por Evan Rogers e Carl Sturken, foi uma das três canções pelas quais Rihanna recebeu crédito de composição, sendo descrita musicalmente como uma mistura entre rock e reggae.
Numa entrevista, a intérprete barbadense falou sobre "Unfaithful", definindo-a como a sua favorita e afirmando que queria expressar as experiências pessoais que raparigas como ela na sua idade atravessavam, o que acabou por inspirar o título do disco. Para a música "Break It Off," que inclui a participação do músico Sean Paul, Rihanna voou para a Jamaica para gravar os vocais em conjunto com o cantor. Rogers e Sturken escreveram e produziram oito dos dezasseis temas do disco, sendo que um dos últimos contaram com o auxílio da jovem na sua composição, a faixa-título.

## Alinhamento de faixas
| N.º | Título                                          | Compositor(es)                                                                                | Produtor(es)     | Duração |  |
| 1.  | "SOS"                                           | Ed Cobb, Jonathan Rotem, Evan Bogart                                                          | J. R. Rotem      | 4:00    |  |
| 2.  | "Kisses Don't Lie"                              | Evan Rogers, Carl Sturken Robyn Fenty                                                         | Rogers, Sturken  | 3:52    |  |
| 3.  | "Unfaithful"                                    | Mikkel S. Eriksen, Tor Erik Hermansen, Shaffer Smith                                          | Stargate         | 3:48    |  |
| 4.  | "We Ride"                                       | Makeba Riddick, Mikkel Eriksen, Tor Erik Hermansen                                            | Stargate         | 3:56    |  |
| 5.  | "Dem Haters" (com Dwane Husbands)               | Michael Flowers, Melanie Fiona, Vincent Morgan, Aion Clarke, Rogers, Sturken                  | Mike City        | 4:19    |  |
| 6.  | "Final Goodbye"                                 | Luke McMaster, Charlene Gilliam, Curtis Richardson                                            | The Conglomerate | 3:14    |  |
| 7.  | "Break It Off" (com Sean Paul)                  | Donovan Bennett, Sean Paul Henriques, Kirk Ford, Fenty                                        | Don Corleon      | 3:34    |  |
| 8.  | "Crazy Little Thing Called Love" (com J-Status) | Rogers, Sturken, Dale Virgo, Andrew Barwise, Charles Barwise, Oraine Stewart, Andrew Thompson | Rogers, Sturken  | 3:23    |  |
| 9.  | "Selfish Girl"                                  | Rogers, Sturken                                                                               | Rogers, Sturken  | 3:38    |  |
| 10. | "P.S. (I'm Still Not Over You)"                 | Rogers, Sturken                                                                               | Rogers, Sturken  | 4:11    |  |
| 11. | "A Girl like Me"                                | Rogers, Sturken, Fenty                                                                        | Rogers, Sturken  | 4:18    |  |
| 12. | "A Million Miles Away"                          | Rogers, Sturken                                                                               | Rogers, Sturken  | 4:11    |  |

| Faixas bónus internacionais |                                                         |                                                                                              |                         |         |  |
| N.º                         | Título                                                  | Compositor(es)                                                                               | Produtor(es)            | Duração |  |
| 13.                         | "If It's Lovin' that You Want (Part 2)" (com Cory Gunz) | Jean Claude Oliver, Samuel Barnes, Alaxsander Mosely, Scott Larock, Lawrence Parker, Riddick | Poke and Tone           | 4:08    |  |
| 14.                         | "Pon de Replay" (Full Phatt Remix)                      | Vada Nobles, Alisha Brooks, Rogers, Sturken                                                  | Nobles, Rogers, Sturken | 3:21    |  |
| Duração total:              | Duração total:                                          | Duração total:                                                                               | Duração total:          | 53:53   |  |

| Disco bónus da edição deluxe |                              |                           |                   |         |  |
| N.º                          | Título                       | Compositor(es)            | Produtor(es)      | Duração |  |
| 1.                           | "Who Ya Gonna Run To"        | Rogers, Sturken, Fenty    | Rogers, Sturken   | 4:03    |  |
| 2.                           | "Coulda Been the One"        | Rogers, Sturken           | Rogers, Sturken   | 3:39    |  |
| 3.                           | "Should I?" (com J-Status)   | Rogers, Sturken, J-Status | Rogers, Sturken   | 3:07    |  |
| 4.                           | "Hypnotized"                 | Rogers, Sturken, Fenty    | Rogers, Sturken   | 4:17    |  |
| 5.                           | "Unfaithful" (Nu Soul Remix) | Hermansen, Eriksen, Smith | Stargate, Nu Soul | 6:57    |  |

| DVD bónus da edição deluxe |                              |                 |         |  |
| N.º                        | Título                       | Director        | Duração |  |
| 1.                         | "Unfaithful" (vídeo musical) | Anthony Mandler | 3:49    |  |
| 2.                         | "SOS"                        | Chris Applebaum | 4:00    |  |
| Duração total:             | Duração total:               | Duração total:  | 8:49    |  |

## Desempenho nas tabelas musicais
| Tabela musical (2006)                         | Melhor posição |
| --------------------------------------------- | -------------- |
| Alemanha - Media Control Charts               | 13             |
| Austrália - ARIA Albums Chart                 | 9              |
| Áustria - Austrian Albums Chart               | 21             |
| Bélgica - Ultratop (Flandres)                 | 10             |
| Bélgica - Ultratop (Valónia)                  | 21             |
| Canadá - Canadian Albums Chart                | 1              |
| Dinamarca - Danish Albums Chart               | 19             |
| Espanha - PROMUSICAE                          | 81             |
| Estados Unidos - Billboard 200                | 5              |
| Estados Unidos - Billboard R&B/Hip-Hop Albums | 2              |
| Europa - European Top 100 Albums              | 8              |
| Finlândia - Finnish Albums Chart              | 30             |
| França - French Compilations Chart            | 18             |
| Hungria - Hungarian Albums Chart              | 3              |
| Irlanda - Top 75 Artist Album                 | 5              |
| Japão - Japanese Oricon Albums Chart          | 3              |
| Noruega - VG-lista                            | 28             |
| Nova Zelândia - New Zealand Albums Chart      | 7              |
| Países Baixos - Album Top 100                 | 14             |
| Portugal - Top 30 Artistas                    | 13             |
| Reino Unido - UK Albums Chart                 | 5              |
| Suécia - Albums Top 60                        | 29             |
| Suíça - Schweizer Hitparade                   | 6              |
| Taiwan - Taiwan International Albums Chart    | 18             |

| Tabela musical (2006)          | Posição |
| ------------------------------ | ------- |
| Austrália - ARIA Albums Chart  | 56      |
| Estados Unidos - Billboard 200 | 49      |
| França - SNEP                  | 34      |
| Países Baixos - Album Top 100  | 96      |
| Reino Unido - UK Albums Chart  | 45      |

| País           | Provedor     | Certificação |
| -------------- | ------------ | ------------ |
| Alemanha       | BEA          | Ouro         |
| Austrália      | ARIA         | Platina      |
| Canadá         | Music Canada | 2× Platina   |
| Estados Unidos | RIAA         | 2× Platina   |
| França         | SNEP         | Ouro         |
| Hungria        | MAHASZ       | Ouro         |
| Irlanda        | IRMA         | 2× Platina   |
| Japão          | RIAJ         | Ouro         |
| Polónia        | ZPAV         | Ouro         |
| Reino Unido    | BPI          | 2× Platina   |
| Rússia         | 2M           | Platina      |
| Suíça          | IFPI         | Platina      |

## Créditos
O álbum atribui os seguintes créditos:

### Músicos
- Rihanna – vocalista principal, composição;
- Rob Mounsey  – arranjos/condução;
- Evan Rogers  – vocais de apoio;
- Mikkel S. Ericksen  – multi-instrumentista;
- Tor Erik Hermanson  – muti-instrumentista;
- Donovan "Vendetta" Bennett - multi-instrumentista;
- Carl Sturken  – guitarra, teclado, piano;
- Andy Bassford  – guitarra;
- John Beal  – baixo;
- Luke McCaster  – guitarra;
- Kevin Batchelor  – trompete;
- Clark Gayton  – trombone;
- Yuri Vodovoz  – violino;
- Kenneth Burward-Hoy  - violino;
- Yana Goichman  – violino;
- Ann Leathers  – violino;
- Cenovia Cummins  – violino;
- Jan Mullen  – violino;
- Maura Giannini  – violino;
- Abe Appleman  – violino;
- Marti Sweet  – violino;
- Yuri Vodoz  – violino;
- Carol Wener  – violino;
- Jeanne Ingram  – violino;
- Richard Sortomme  – violino;
- Katherine LiVolsi Stern  – violino;
- Eugene Briskin  – violoncelo;
- Richard Locker  – violoncelo;
- Gene Moye  – violoncelo;
- Jill Jaffe  – viola;
- Sue Pray  – viola.

### Produção
- Produção executiva: The Carter Administration, Carl Sturken e Evan Rogers (co);
- Produção: Al Hemberger, Don Corleon, J. R. Rotem, Mike City, Poke & Tone, Stargate, The Conglomerate, Vada Nobles;
- Composição: Jonathan Rotem, Evan Bogart, Ed Cobb, Vada Nobles, Evan Rogers, Carl Sturken, Robyn Fenty, Shaffer Smith, Mikkel S. Eriksen, Tor Erik Hermansen, Makeba Riddick, Michael Flowers, Melanie Hallim, Aion Clarke, Vincent Morgan, Luke McMaster, Charlene Gilliam, Curtis Richardson, Donovan Bennett, Sean Paul Henriques, Kirk Ford, Dale Virgo, Andrew Barwise, Charles Barwise, Oraine Stewart, Andrew Thompson, Jean Claude Oliver, Samuel Barnes, Alaxsander Mosely, Scott Larock, Lawrence Parker, Vada Nobles, Alisha Brooks;
- Engenharia: James Auwarter, Donovan "Vendetta" Bennett, Mikkel S. Ericksen, Franny "Franchise" Graham, Jeremy Harding, Al Hemberger, Malcolm Pollack, J.R. Rotem, Tiger Stylz;
- Produção vocal: Makeba Riddick;
- Assistência de produção: Debbie Mounsey;
- Mistura: Mike City, Bennett, Hemberger, Patrick Viala, Phil Tan;
- Assistencia de mistura: Rob Skipworth;
- Artistas e repertório (A&R): Jay Brown, Adrienne Muhammad, Tyran "Ty Ty" Smith;
- Direcção de arte: Alli Truch;
- Design: Valerie Wagner;
- Fotografia: Nichell Delvaille, Tony Duran;
- Marketing: Tracey Waples.

## Histórico de lançamento
A Girl Like Me foi lançado a 10 de abril de 2006 na iTunes Store de vários países, como Austrália, Brasil e Portugal, através da Def Jam Recordings. O disco foi comercializado também em formato físico e em edição padrão e deluxe.
| País           | Data                   | Formato          | Editora discográfica | Edição |
| -------------- | ---------------------- | ---------------- | -------------------- | ------ |
| Austrália      | 10 de abril de 2006    | Descarga digital | Def Jam              | Padrão |
| Áustria        | 10 de abril de 2006    | Descarga digital | Def Jam              | Padrão |
| Brasil         | 10 de abril de 2006    | Descarga digital | Def Jam              | Padrão |
| França         | 10 de abril de 2006    | Descarga digital | Def Jam              | Padrão |
| Itália         | 10 de abril de 2006    | Descarga digital | Def Jam              | Padrão |
| Portugal       | 10 de abril de 2006    | Descarga digital | Def Jam              | Padrão |
| Suécia         | 10 de abril de 2006    | Descarga digital | Def Jam              | Padrão |
| Suíça          | 10 de abril de 2006    | Descarga digital | Def Jam              | Padrão |
| Canadá         | 11 de abril de 2006    | Descarga digital | Def Jam              | Padrão |
| Estados Unidos | 11 de abril de 2006    | Descarga digital | Def Jam              | Padrão |
| Itália         | 19 de abril de 2006    | CD               | Universal Music      | Padrão |
| Reino Unido    | 24 de abril de 2006    | CD               | Mercury              | Padrão |
| Canadá         | 25 de abril de 2006    | CD               | Def Jam              | Padrão |
| Estados Unidos | 25 de abril de 2006    | CD               | Def Jam              | Padrão |
| Alemanha       | 28 de abril de 2006    | CD               | Universal Music      | Padrão |
| Portugal       | 2 de maio de 2006      | CD               | Def Jam              | Deluxe |
| Alemanha       | 17 de novembro de 2006 | CD               | Universal Music      | Deluxe |
| França         | 26 de março de 2009    | CD               | Universal Music      | Padrão |